# Viçosa
Viçosa este un oraș în statul Alagoas (AL) din Brazilia.